# Armenier in Abchasien
Die Armenier in Abchasien (armenisch Աբխազահայեր; russisch Абхазские армяне) bilden dort, neben den namensgebenden Abchasen und der georgischen Minderheit, die drittgrößte Bevölkerungsgruppe. Bei der abchasischen Volkszählung 2011 identifizierten sich 41.864 Personen oder 17,3 % Prozent der Bevölkerung als Armenier. Einige armenische Quellen und Nichtregierungsorganisationen schätzen diese Zahl als höher ein. In einigen Ortschaften und Regionen Abchasiens sind Armenier die größte Bevölkerungsgruppe.
Eine kleinere armenische Minderheit gab es in Abchasien bereits seit dem Mittelalter, jedoch stellen Armenier erst seit Ende des 19. Jahrhunderts signifikante Bevölkerungsanteile. Im abchasischen Unabhängigkeitskrieg spielten Armenier eine wichtige Rolle und unterstützten mehrheitlich den Kampf der Abchasen für einen unabhängigen Staat.

## Geschichte
Seit dem Mittelalter lebten einige armenische Siedler in Abchasien, prozentual war deren Anteil an der Bevölkerung Abchasiens aber gering. Im Jahr 1864 wurde Abchasien Teil des Russischen Reichs. Mit dem Ende des langen Kaukasuskrieges 1864 und nochmals nach einem abchasischen Aufstand 1877/78 verließen Zehntausende Abchasen als Muhadschiren ihr Heimatland (oder wurden vertrieben). Gleichzeitig wanderten durch die Siedlungspolitik des Zarenreiches im Kaukasus zahlreiche Kolonisten aus anderen Landesteilen des Russischen Reichs nach Abchasien ein, neben Georgiern und Russen waren dies insbesondere Armenier. 1886 betrug der Anteil der Armenier in Abchasien 1,6 %, 1897 waren es bereits 6,2 %.
Bedingt durch den Völkermord an den Armeniern im Osmanischen Reich stieg die Zahl der in Abchasien lebenden Armenier in den Folgejahren massiv, da sich tausende Flüchtlinge dort niederließen. 1926 stellten Armenier bereits 12,6 % der abchasischen Bevölkerung, es entstand ein eigenes armenisches Kulturleben in der Region. 1939 lebten in Abchasien fast 50.000 Armenier, die 15,9 % der Gesamtbevölkerung stellten. Bis 1989 stieg ihre Zahl auf über 76.000.
1991 zerfiel die Sowjetunion und das nun unabhängige Georgien beanspruchte Abchasien, während die Abchasen selbst nach staatlicher Eigenständigkeit strebten. Es kam ab 1992 zu einem Bürgerkrieg zwischen abchasischen Unabhängigkeitskämpfern und der georgischen Armee. Zunächst verhielten sich die dort lebenden Armenier neutral, doch als die georgische Armee mehrere armenische Dörfer in Abchasien bombardierte und es zu teils schweren Misshandlungen kam, schlug die Stimmung um. Mit dem Bataillon Bagramjan wurde ein eigenes armenisches Freiwilligen-Bataillon aufgestellt, das sich den Abchasen anschloss. Der Bürgerkrieg endete mit der De-facto-Unabhängigkeit Abchasiens. Nach offiziellen Angaben der abchasischen Regierung kamen 242 Armenier bei den Kämpfen ums Leben und 20 wurde der Ehrentitel „Held Abchasiens“ verliehen.
Nach dem Krieg emigrierten dennoch Tausende Armenier aus Abchasien, insbesondere auf Grund der prekären wirtschaftlichen Situation des Landes nach dem Bürgerkrieg. Die Lage verbesserte sich in den letzten Jahren massiv. Heute leben in Abchasien knapp 42.000 Armenier, was einem Anteil von 17,3 % der Bevölkerung ausmacht. In mehreren Bezirken des Landes stellen Armenier die Mehrheit bzw. die größte Bevölkerungsgruppe, so unter anderem im Rajon Suchum (56,1 %) oder im Rajon Gulrypsch (46,6 %).
In Abchasien gibt es heute armenischsprachige Schulen und einen Dachverband der in Abchasien lebenden Armenier.

## Demografie
| Jahr | Armenier        | Gesamtbevölkerung |
| ---- | --------------- | ----------------- |
| 1886 | 1,6 % (1.106)   | 69.230            |
| 1897 | 6,2 % (6.552)   | 106.179           |
| 1926 | 12,8 % (25.677) | 186.004           |
| 1939 | 15,9 % (49.705) | 311.885           |
| 1959 | 15,9 % (64.425) | 404.738           |
| 1970 | 15,4 % (74.850) | 486.959           |
| 1979 | 15,1 % (73.350) | 486.082           |
| 1989 | 14,6 % (76.541) | 525.061           |
| 2003 | 20,8 % (44.870) | 215.972           |
| 2011 | 17,3 % (41.864) | 240.705           |